# Arabuko Sokoke Nationalpark
Arabuko Sokoke Nationalpark er en nationalpark i det østlige Kenya. Den udgør en mindre del (kun 6 km²) af Arabuko Sokoke skovreservat som blev oprettet i 1932. Hele skovområdet er på  420 km². Nationalparken beskyttes af Kenya Wildlife Services, KWS og skovreservatet af KWS i fællesskab med skovdepartementet.
Arabuko Sokoke nationalpark ligger tæt ved  kysten, mellem Kilifi og Malindi, godt 100 km nord for Mombasa. Den beskytter et af få  tilbageværende fragmenter af den tropiske skov som en gang dækkede hele den østafrikanske kyst.
Årsmiddelnedbøren i nationalparken ligger mellem 900 i vest og 1.100 millimeter i øst. I skoven findes flere endemiske fugle- og natsværmer- sommerfuglearter.
I Arabuko Sokoke har naturbeskyttelses interesser været i konflikt med lokale interesser, da der er mangel på land i området.

## Eksterne kilder og henvisninger
- KWS om Arabuko Sokoke Arkiveret 26. januar 2009 hos  Wayback Machine

3°16′S 39°49′Ø / 3.267°S 39.817°Ø